# Bonnaroo Music Festival

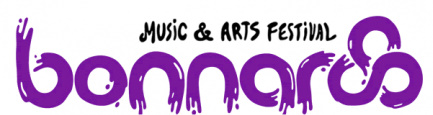
Bonnaroo Music Festival Logo

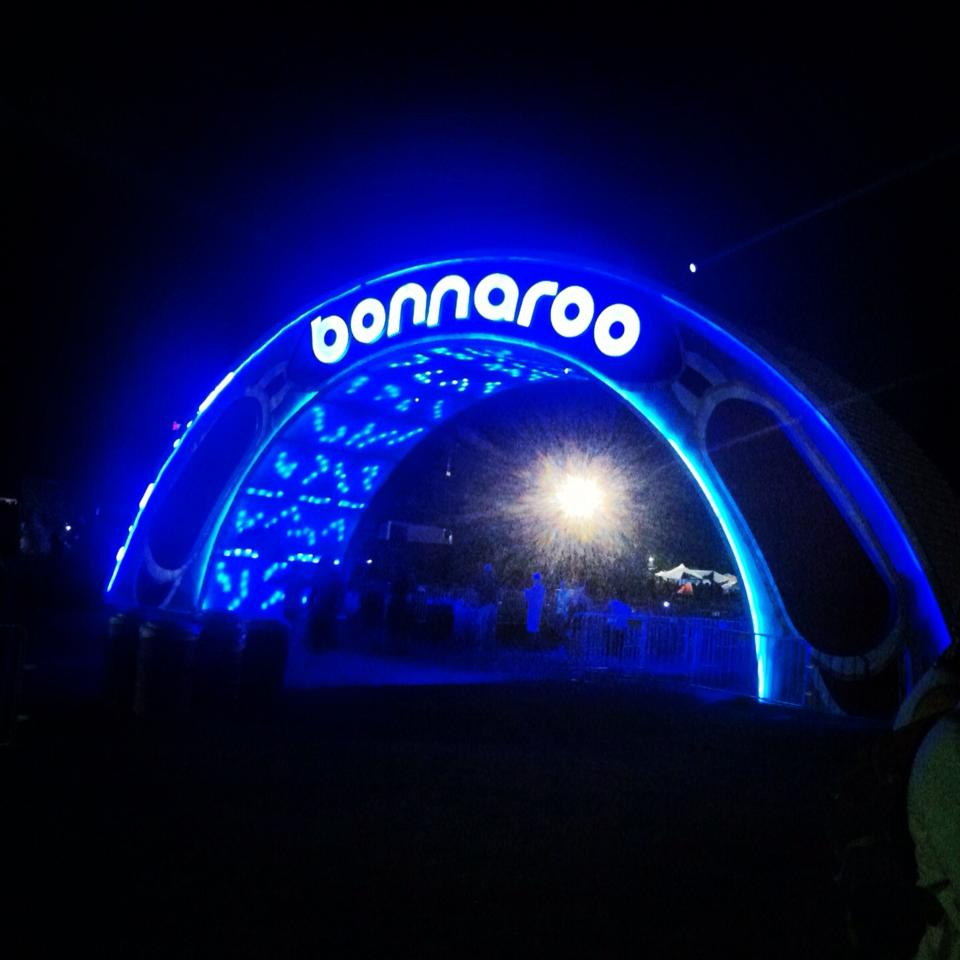
Bonnaroo Music Festival Eingangstor 2013

Das Bonnaroo Music and Arts Festival ist ein Musikfestival, das seit 2002 jährlich in Manchester, Tennessee stattfindet. Das Festival beginnt üblicherweise am zweiten Donnerstag im Juni und dauert vier Tage. Auf mehreren Bühnen treten Musiker und Bands verschiedener Stilrichtungen auf, darunter Indie-Rock, Classic Rock, Weltmusik, Hip-Hop, Jazz, Americana, Bluegrass, Country, Folk, Gospel, Reggae, Pop, Elektronische Musik und sonstige alternative Rockmusik. Die Auftritte beginnen gegen Mittag und dauern bis etwa drei Uhr morgens.
Zu den Musikern und Bands, die beim Bonnaroo Music Festival bereits auftraten, gehören unter anderen Eminem, U2, Phish, Nine Inch Nails, Radiohead, Paul McCartney, Billy Joel, Tool, The Beach Boys, Kanye West, My Morning Jacket, Stevie Wonder, The White Stripes, Neil Young, Pearl Jam, Tom Petty, The Dead, The Allman Brothers Band, James Brown, Wilco, Bon Iver, Arctic Monkeys, The Flaming Lips, Willie Nelson, Mumford & Sons, Of Monsters and Men, Jay-Z, Bob Dylan, The Black Keys, Zac Brown Band, Dave Matthews Band, Buffalo Springfield, The Police, Arcade Fire, Jack Johnson, The Strokes, The Black Crowes, Metallica, Red Hot Chili Peppers, Bruce Springsteen, Beastie Boys, Kings of Leon, ZZ Top, Dead & Company und Widespread Panic. Auf dem Festivalgelände gibt es Stände von Handwerkern und Künstlern, Getränke- und Imbissbuden, verschiedene Zelte mit Vorführungen und ein Riesenrad.
Das Bonnaroo Music Festival steht in der Tradition der großen Musikfestivals der 1960er und frühen 1970er Jahre, insbesondere das Monterey International Pop Music Festival (1967), das Atlanta International Pop Festival (1969, 1970), sowie das Woodstock-Festival (1969).
2003 zählte das Magazin Rolling Stone das Bonnaroo Music Festival zu den „50 Moments That Changed the History of Rock ʼnʼ Roll“ (50 Augenblicke, die die Geschichte des Rock ʼnʼ Roll änderten). Die Zeitschrift Consequence of Sound wählte das Festival zum „Festival of the Decade“ (2009) und zum „Festival of the Year“ (2013), und für das GQ-Magazin war es eines der zehn besten Festivals.